# ニネヴェの戦い (627年)
ニネヴェの戦い（ギリシア語: Ἡ μάχη τῆς Νινευί）は、627年にニネヴェで、東ローマ軍とサーサーン朝ペルシアとの間に起きた戦い。東ローマ・サーサーン戦争 (602年-628年)の天王山となった。この戦いに東ローマ軍が勝ちペルシアが内乱状態に陥ったことで、東ローマ帝国は中東での領土を最盛期の範囲にまで回復した。しかし、間もなくアラビア半島で誕生したイスラム連合勢力が急速に勃興してきたため、帝国は再び滅亡の縁に立たされることになる。

## 背景
602年、東ローマ皇帝マウリキウスが簒奪者のフォカスの反乱に遭い処刑されると、マウリキウスの娘マルヤムの嫁ぎ先だったサーサーン朝皇帝ホスロー2世は、敵討ちを名目に東ローマ帝国に宣戦布告し、東ローマ・サーサーン戦争 (602年-628年)が勃発した。戦争は当初、サーサーン朝軍が優勢で、レバント、エジプト、さらにはアナトリアにまで侵攻したが、ヘラクレイオスが徐々に盛り返し、次第にサーサーン朝は守勢に立たされることとなった。サーサーン朝はバルカン半島に蟠踞する遊牧民アヴァールと結び、東ローマ帝国の首都のコンスタンティノープルを攻撃しようとしたが、撃退された。
サーサーン朝によるコンスタンティノープル包囲が続く中、ヘラクレイオスは西突厥（東ローマの資料ではハザール）の統葉護可汗（トン・ヤブグ・カガン）と、莫大な財宝と娘のエウドキア・エピファニアとの結婚を条件に同盟を結んだ。コーカサスを根拠地とするこのテュルク系民族は626年、40,000の兵でペルシアに侵攻して第三次ペルシア・テュルク戦争が始まり、東ローマ・突厥連合軍はトビリシ（現ジョージア）を包囲した。

## メソポタミア侵攻
統葉護可汗にトビリシ包囲を任せたヘラクレイオスは627年11月、25,000から50,000の東ローマ兵と40,000の突厥兵を率いてメソポタミアへ進撃したが、突厥兵は異国の慣れない冬の気候のため、早々にヘラクレイオスを見捨てた。ヘラクレイオスはラーザード率いる12,000のサーサーン朝軍の追尾をかいくぐり、ペルシア帝国の心臓部であるメソポタミア（現イラク）に侵入した。ヘラクレイオスは道すがら食糧と飼い葉を略奪していったため、追跡するラーザード軍は糧秣の確保に苦しむこととなった。

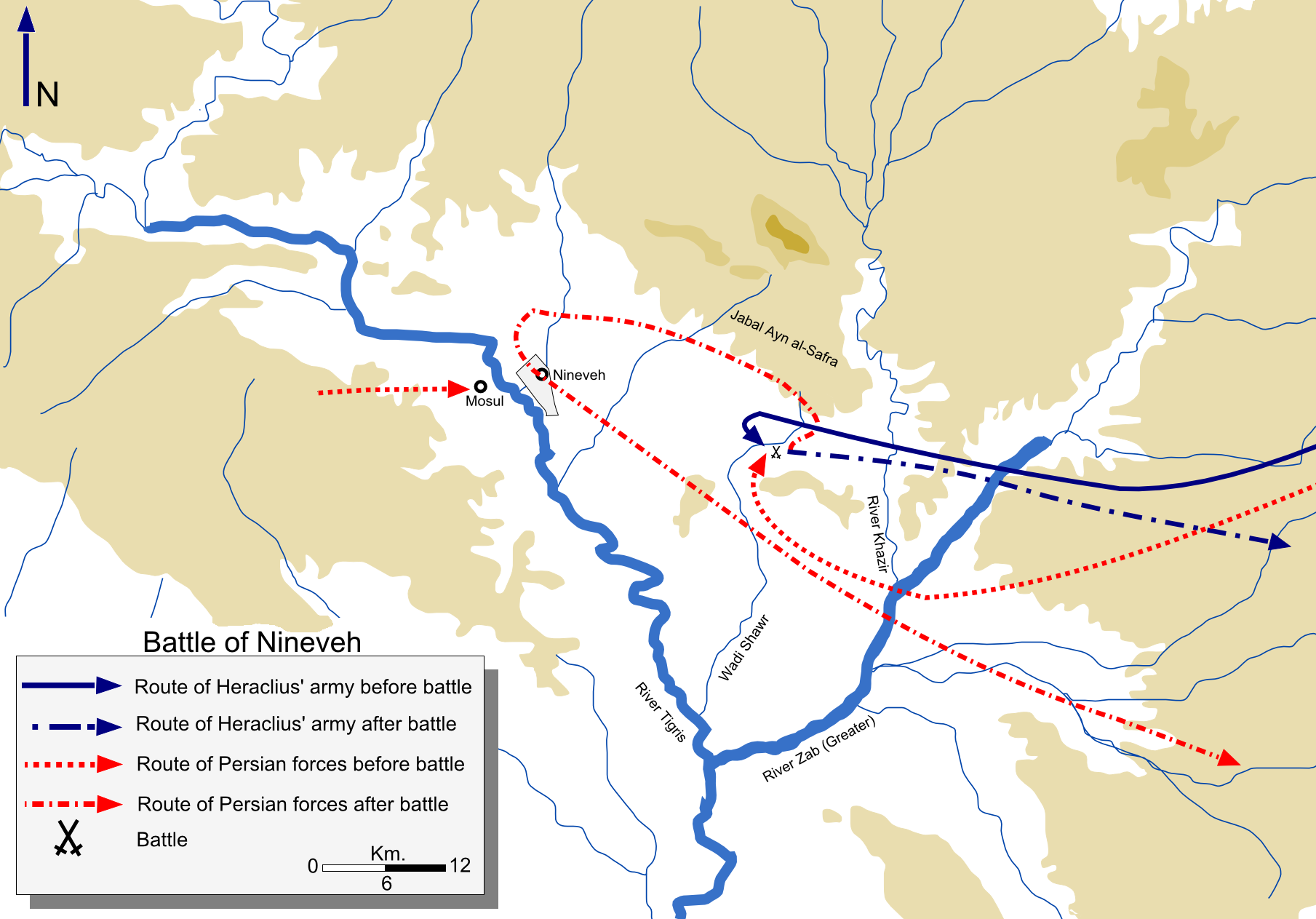
ニネヴェの戦いの前後の両軍の動き

12月1日、ヘラクレイオスはティグリスの支流ザバスを南から北に渡り、古代のアッシリア帝国の都ニネヴェの廃墟の近くに野営した。北へ移動したのは、万が一の場合にペルシア軍に退路を断たれるのを避けるためだった。ラーザードは東ローマ軍と別方向からニネヴェに接近した。ペルシア軍に援軍3,000が合流しようとしているとの知らせを受けたヘラクレイオスは、宿営地を引き払いティグリスを渡って撤退するかのように見せかけた。

## 戦闘
ヘラクレイオスはザバス川の西岸、ニネヴェの廃墟からはやや離れた平原に着目した。東ローマ軍にとってはカタフラクトの突撃の威力が十分に発揮でき、白兵戦に有利な地形だった。更に、川から立ち上る霧が、射撃に秀で騎射戦術を得意とするペルシア軍の優位を減殺した。霧に隠れた東ローマ軍は、ペルシア兵が放つ矢で大きな被害を受けずに敵陣に突撃できた。
ラーザードは軍勢を3つに分け、夜明けに攻撃を開始した。ヘラクレイオスは東ローマ軍をわざと退却させてペルシア軍を平原に誘い出し、突如として反転攻撃させたため、ペルシア軍は不意を突かれた。8時間に及ぶ激闘の末、ペルシア軍は退却し、6,000人のペルシア兵の屍が戦場に残された。一説では、ヘラクレイオスは愛馬ファッラスにまたがって自ら剣を揮いながら敵兵の中に乗り入れて奮戦し、唇に槍傷を負いながらも、一騎討ちを挑んできたラーザードら敵将３人を討ち取ったという。いずれにせよ、ラーザードは戦闘の最中に命を落とし、総大将の死によってペルシア軍の戦列は動揺した。会戦は夜明けから夜の11時まで続き、ペルシア軍は軍旗28本を奪われて壊滅した。3,000のペルシアの援軍が戦場に着いたときはすでに遅かった。

## その後

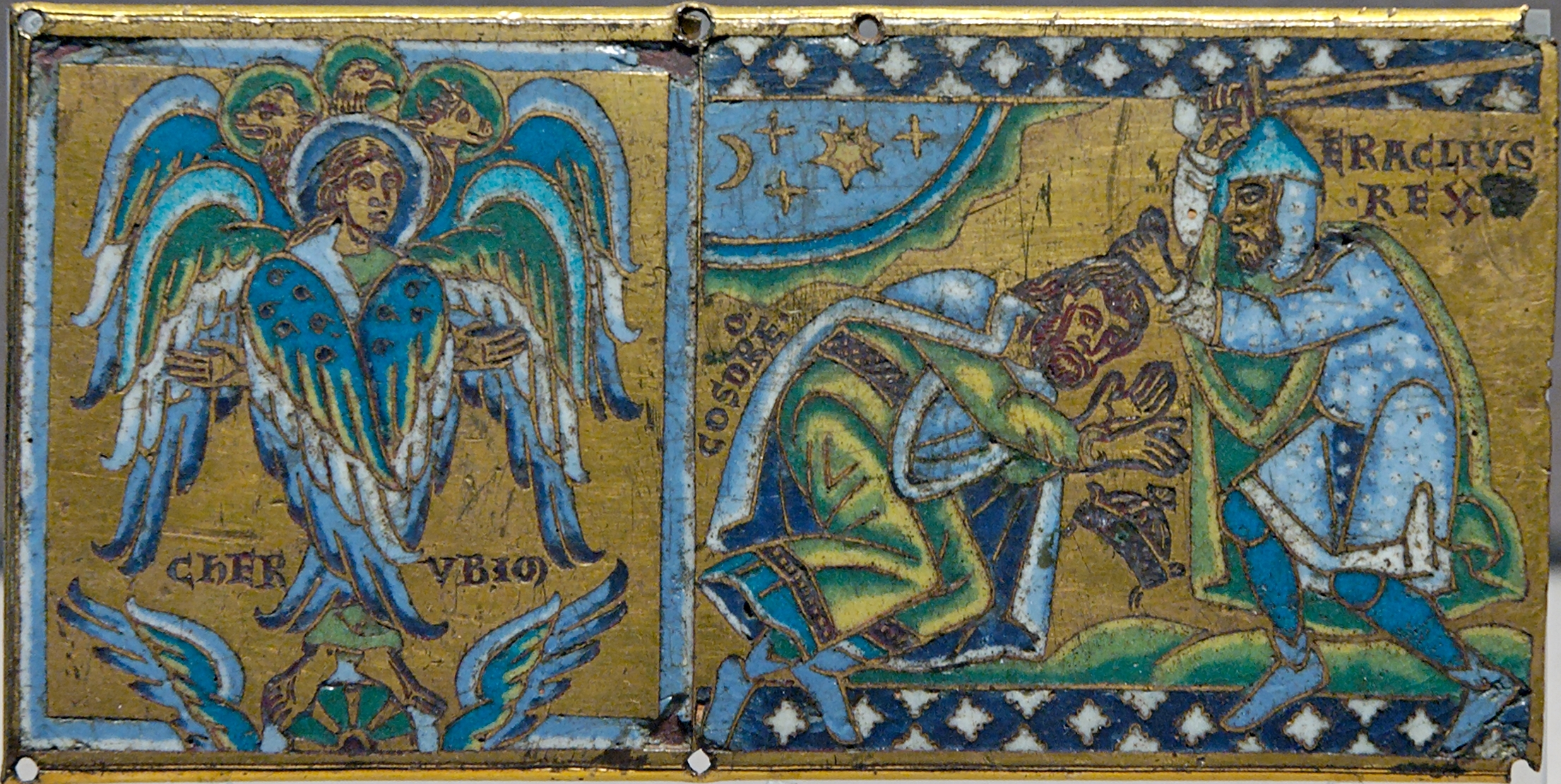
智天使ケルビムと、ホスロー2世の降伏を受け入れるヘラクレイオス。十字架に描かれた七宝製画像（12世紀後半、ルーヴル美術館蔵）

東ローマ軍の勝利によってペルシア軍の抵抗は弱体化し、ヘラクレイオスは抵抗を受けずにクテシフォン近郊のダスダギルドのホスロー2世の宮殿を略奪した。東ローマ軍は莫大な財宝と、サーサーン朝との戦争で奪われていた300本のローマ軍旗を取り戻した。一方のホスロー2世は、ザグロス山脈に逃げ込んでクテシフォン防衛の軍を集めたが、ヘラクレイオスは運河の橋が落とされていたためにクテシフォンを攻撃することができず軍を引き返した。
長年にわたる戦争で疲弊していたサーサーン朝ではホスロー2世に対する不満が鬱積していた。サーサーン朝軍はクテシフォンで反乱を起こしてホスロー2世を倒し、息子のカワード2世を王座に据えた。ホスロー2世は地下牢に放り込まれて5日間水も食べ物も与えられず、矢傷で苦しみながら5日目に死んだ。カワード2世は直ちに和平の使者をヘラクレイオスに送り、東ローマ帝国も疲弊していたため、ヘラクレイオスは厳しい条件を課さずにこれに応じた。講和条約により、東ローマ帝国は失っていた領土をすべて回復し、捕虜は解放された。また、614年にサーサーン朝軍によってエルサレムから奪い去られていた聖十字架や聖遺物も返還された。この戦いの終結によって、紀元前53年の第一次パルティア戦争（最終局面はカルラエの戦い）に端を発し、共和政ローマとパルティアの時代から680年間、断続的に抗争を繰り返し続いていたローマ・ペルシア間の紛争に終止符が打たれた。